# Torneo de Zúrich 1998
El Swisscom Challenge 1998 fue un torneo de tenis femenino, disputado del 12 al 18 de octubre de 1998. Fue un evento de categoría Tier I que se jugó en canchas de carpeta en pistas cubiertas como preparativo para el campeonato de fin de año de la WTA. Fue la 15.ª edición del torneo y tuvo lugar en el Schluefweg en la ciudad suiza de Zúrich.

## Campeonas

### Individual femenino
Lindsay Davenport venció a  Venus Williams por 7–5, 6–3

### Dobles femenino
Serena Williams /  Venus Williams vencieron a  Mariaan de Swardt /  Elena Tatarkova por 5–7, 6–1, 6–3